# Los reyes del empeño
Los reyes del empeño fue un programa de televisión español de telerrealidad, que se emitió en La Sexta los lunes a las 22:40 y en Mega los viernes a las 22.30 y los domingos a las 18.15. Producido por Eyeworks Cuatro Cabezas, el programa se grabó en Madrid y en San Vicente del Raspeig, Alicante, y narra las actividades diarias de dos casas de empeños, por un lado la tienda de compra y venta de artículos de lujo y de alta gama Pawn Shop: La casa de los empeños, y por el otro la popular tienda Nolotire. Este espacio es una adaptación de los programas estadounidenses Pawn Stars y Empeños a lo bestia. Se estrenó el 24 de noviembre de 2014 en La Sexta y, tras dos semanas en emisión, debido a sus bajas audiencias, el programa fue retirado de la programación de la cadena y reubicado desde el 7 de octubre de 2015 en Mega.

## Episodios y audiencias

### Temporada 1
| Nº | Emisión                 | Espectadores | Share | Ref.  |
| -- | ----------------------- | ------------ | ----- | ----- |
| 1  | 24 de noviembre de 2014 | 1.481.000    | 7,2%  | [ 4 ] |
| 2  | 1 de diciembre de 2014  | 951.000      | 4,6%  | [ 5 ] |
| 3  | 1 de diciembre de 2014  | 778.000      | 4,7%  | [ 5 ] |